# Puits Hély d'Oissel
Pour les articles homonymes, voir Hély d’Oissel.
Le puits Hély d'Oissel est l'un des principaux charbonnages des houillères de Provence, il est implanté à Gréasque, au pôle historique minier dans les Bouches-du-Rhône en région PACA.
Il est exploité de 1917 à 1960 et mesure 455,85 mètres de profondeur. Il est connu pour son ancien chevalement métallique, conservé au début du XXIe siècle et inscrit au titre des monuments historiques en 1989. En 2000, il abrite le musée de la mine local.

## Fonçage
Le puits est l'œuvre de l'ingénieur Étienne Émile Hély d'Oissel pour la société nouvelle des charbonnages des Bouches-du-Rhône. Foncé en 1912, il atteint une profondeur de 455,85 mètres. Le chevalement métallique a été construit plus tard, en 1917, par la société Derobert. Il possède des molettes de 5 mètres de diamètre dont l'axe de rotation se trouve à 25,50 mètres de haut. La machine d'extraction possède un tambour d’enroulement bicylindroconique. La mise en service est retardée par de fortes arrivées d'eau,.

## Exploitation
En service entre 1923 et 1960, le puits est la propriété du groupe des Houillères du Bassin du Centre et du Midi.

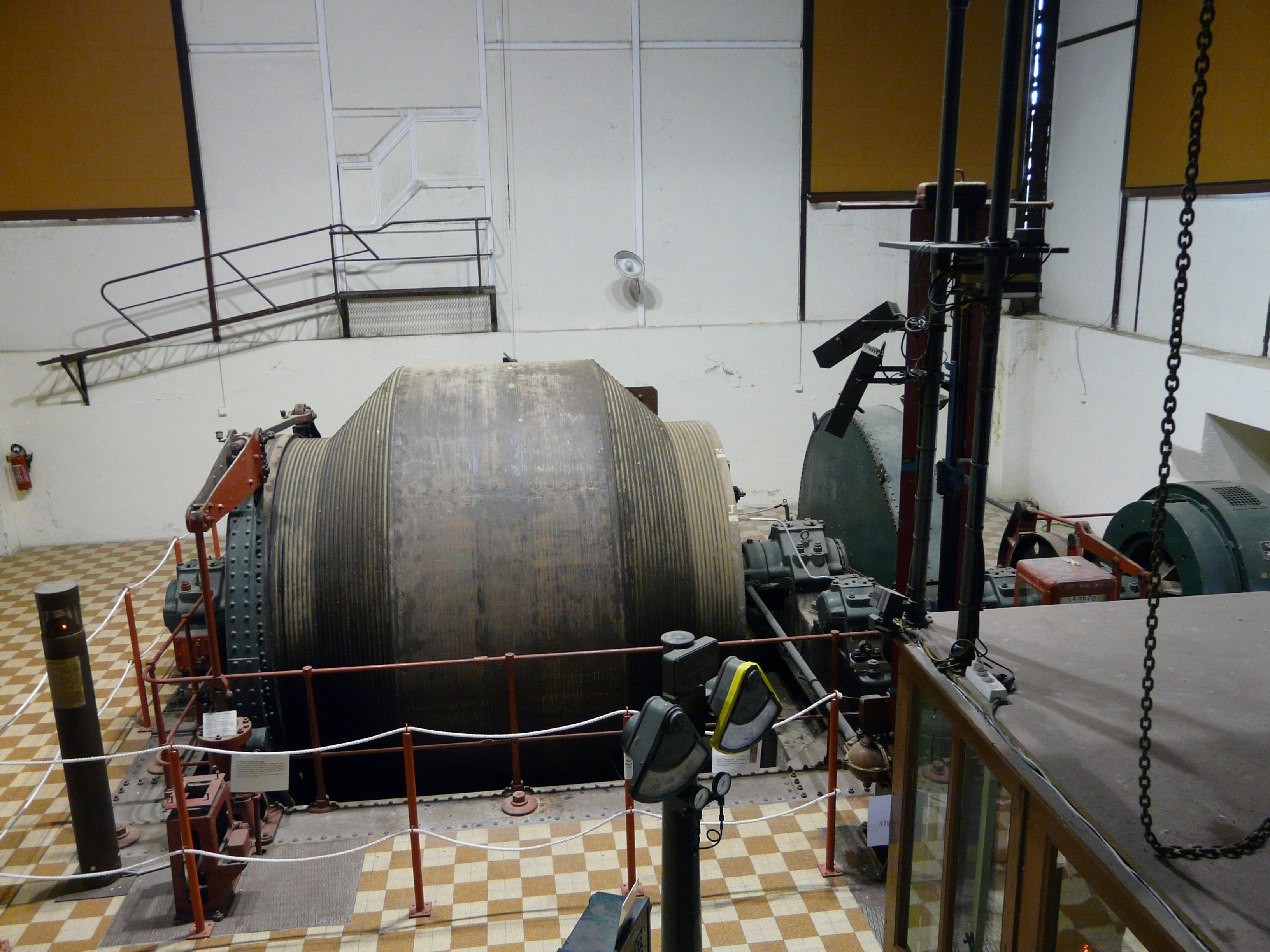
La machine d'extraction.
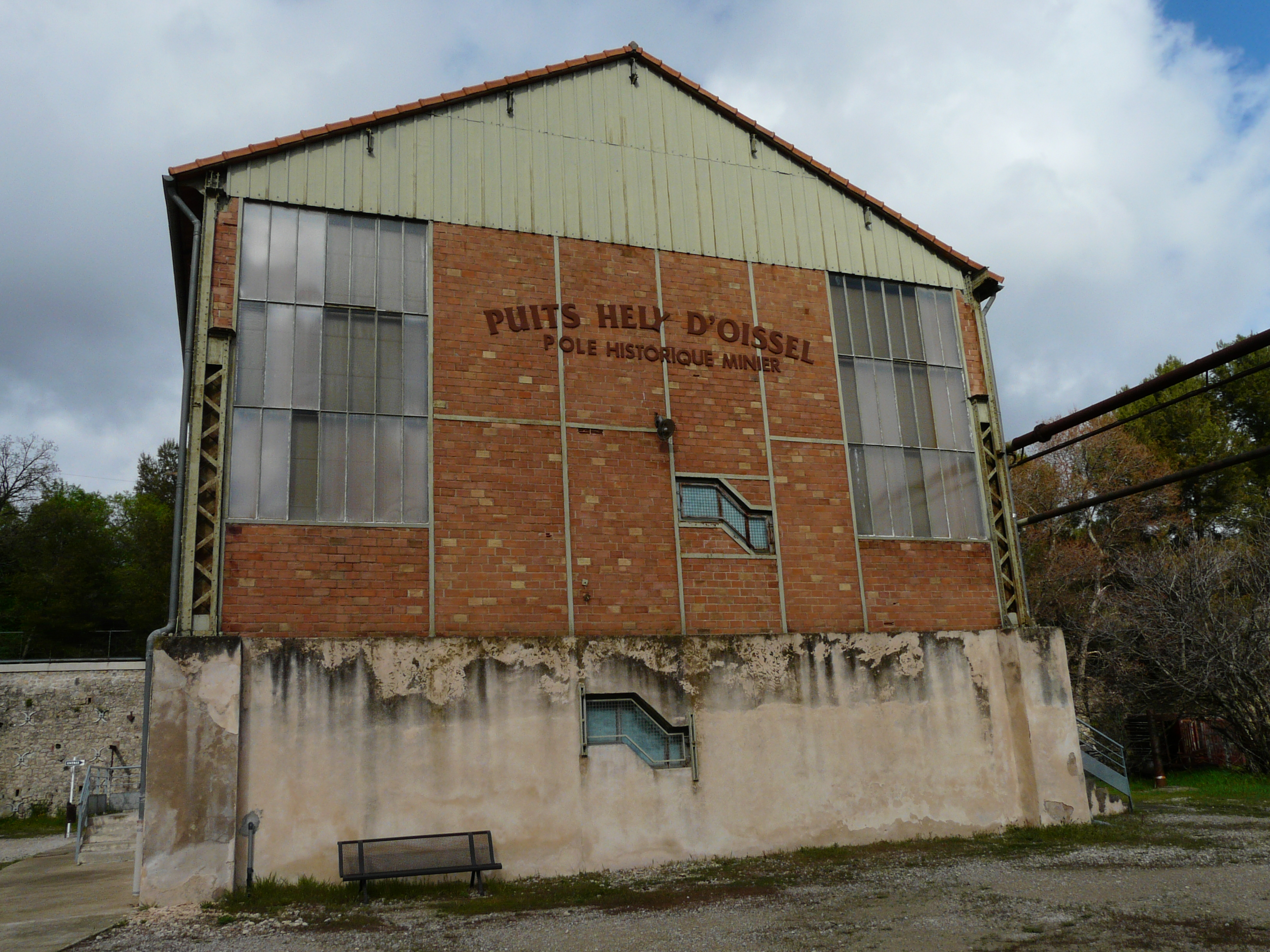
Le bâtiment de la machine.

## Reconversion et protection
Le chevalement métallique du puits, le bâtiment de la machine d'extraction et les éléments qu'il renferme sont inscrits au titre des monuments historiques par arrêté du 24 octobre 1989.
Depuis 2000, le puits est incorporé à un musée consacré à la mine de Gréasque,.

Logo du musée.